# NGC 316
NGC 316 est une étoile située dans la constellation des Poissons. L'ingénieur irlandais Bindon Blood Stoney a enregistré la position de cette étoile le 29 novembre 1850.
Selon les plus récentes mesures effectuées par le satellite Gaia (Gaia Early Data Release 3 (Gaia EDR3)), cette étoile est à environ 645,661 pc (∼2 110 al) de nous.